# Kecskeméti TE

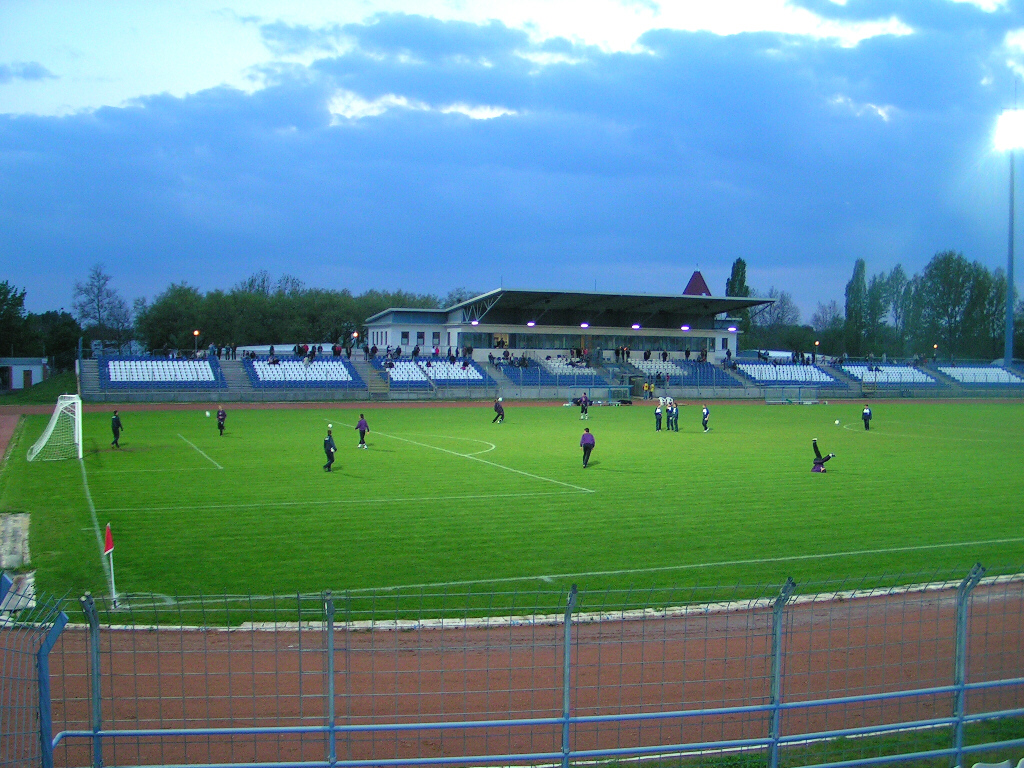
Het Széktói Stadion

Kecskeméti TE is een Hongaarse voetbalclub uit de stad Kecskemét.

## Geschiedenis
De club werd in 1911 opgericht, en promoveerde in 2008 voor het eerst naar de hoogste klasse. In 2015 kreeg de club geen licentie meer en moest opnieuw beginnen op het vierde niveau. In 2018 werd het kampioenschap in de regio behaald en promoveerde de club naar de NB III. In het seizoen 2020/2021 speelde de club in de NB III Oost. Ondanks de tweede plaats die werd behaald promoveerde de club als enige naar de Nemzeti Bajnokság II. De club mocht promoveren omdat Iváncsa het niet voor elkaar kreeg een licentie aan te vragen die het recht kon geven op promotie. Direct in het daaropvolgende seizoen (2021/22) werd promotie bemachtigd naar de hoogste Hongaarse competitie (Nemzeti Bajnokság). De club plaatste zich destijds als tweede. In 2023 wist de club wederom als tweede te eindigen in de competitie, ditmaal gaf de positie recht op kwalificatie wedstrijden van de UEFA Conference League. In de eerste ronde waar de club deelnam werd over twee wedstrijden met 3-4 verloren van Riga FC.

## Erelijst
Hongaarse voetbalbeker
Winnaar in 2011
Nemzeti Bajnokság II
Kampioen in 2008

## Eindklasseringen vanaf 1996
| 5 |

| 9 |

| 14 |

| 20 |

| 4 |

| 2 |

| 10 |

| 9 |

| 12 |

| 4 |

| 9 |

| 8 |

| 1 |

| 5 |

| 10 |

| 12 |

| 5 |

| 7 |

| 10 |

| 9 |

| 4 |

| 2 |

| 1 |

| 9 |

| 11 |

| 2 |

| 2 |

| 2 |

| 6 |

| 12 |

| NB I | NB II | NB III | NB IV |

## Kecskeméti TE in Europa
#Q = #kwalificatieronde, T/U = Thuis/Uit, W = Wedstrijd, PUC = punten UEFA coëfficiënten .
Uitslagen vanuit gezichtspunt Kecskeméti TE
| Seizoen | Competitie        | Ronde | Land                | Club      | Totaalscore | 1e W    | 2e W       | PUC |
| ------- | ----------------- | ----- | ------------------- | --------- | ----------- | ------- | ---------- | --- |
| 2011/12 | Europa League     | 2Q    | Vlag van Kazachstan | Aqtöbe FK | 1-1 (u)     | 1-1 (T) | 0-0 (U)    | 1.0 |
| 2023/24 | Conference League | 2Q    | Vlag van Letland    | Riga FC   | 3-4         | 2-1 (T) | 1-3 nv (U) | 1.0 |

Totaal aantal punten voor UEFA coëfficiënten: 2.0
Zie ook
- Deelnemers UEFA-toernooien Hongarije
- Ranglijst van alle clubs die in de diverse Europa Cups zijn uitgekomen